# احمد رشوان
احمد رشوان (عربی: احمد رشوان؛ زادهٔ ۲۳ اکتبر ۱۹۶۹) کارگردان فیلم اهل مصر است. او فعالیت حرفه‌ای خودرا از سال ۱۹۹۰ شروع کرد.